# هشام جعیط
هشام جعیط (عربی: هشام جعيط؛ (زادهٔ ۶ دسامبر ۱۹۳۵ – درگذشتهٔ ۱ ژوئن ۲۰۲۱) تاریخ‌نگار، دانشگاهی و روشنفکر اهل تونس بود.

## زندگی‌نامه
هشام جعیط درس‌های دبیرستان خود را در مدرسه الصادقیه به پایان رساند و در سال ۱۹۶۲ موفق به دریافت گواهینامه فارغ‌التحصیلی در تاریخ شد. وی متخصص تاریخ اسلام بود و در این زمینه اقدام به انتشار تعداد زیادی کتاب و مقاله و کارهای خودش در جهان عرب و اروپا نمود. وی در سال ۱۹۸۱ از طرف دانشگاه پاریس موفق به دریافت دکترا در تاریخ اسلامی گردید. وی تا پایان عمرش به عنوان استاد افتخاری در دانشگاه تونس، استاد سیار دانشگاه مک گیل، دانشگاه مونترال، دانشگاه کالیفرنیا، دانشگاه برکلی و انستیتو فرانسه درحال خدمت و تدریس بود. وی ریاست مجمع خانه حکمت را از فوریه سال ۲۰۱۲ تا دسامبر ۲۰۱۵ برعهده داشت.

## آثار
- شخصیت عربی اسلامی و سرنوشت عربی، بیروت، دارالطلیعه سال ۱۹۸۴
- کوفه: سرچشمه شهر عربی اسلامی، بیروت، دارالطلیعه، سال ۱۹۸۶
- فتنه: جدل و مناقشه دین و سیاست در صدر اسلام، بیروت، دارالطلیعه، سال ۱۹۹۲
- دربارهٔ زندگی و حیات محمد جلد۱: وحی و قرآن و نبوت، بیروت، دارالطلیعه، سال ۱۹۹۹
- تأسیس و بنیان‌گذاری غرب اسلامی، بیروت، دارالطلیعه، سال ۲۰۰۴
- دربارهٔ زندگی و حیات محمد جلد ۲: دعوت تاریخی محمد، بیروت، دارالطلیعه، سال ۲۰۰۶
- اروپا و اسلام: برخورد فرهنگ و نوآوری، بیروت، دارالطلیعه، سال ۲۰۰۷
- دربارهٔ زندگی و حیات محمد جلد۳: مسیر و سرنوشت محمد در مدینه و پیروزی اسلام، بیروت، دارالطلیعه، سال ۲۰۱۴